# 山崎はるか
山崎 はるか（やまざき はるか、1991年6月27日 - ）は、日本の女性声優、歌手。神奈川県横須賀市出身。アーツビジョン所属。

## 経歴
声優という職業を知った際に憧れた人物は『鋼の錬金術師』に出演していた朴璐美で、年齢を重ねても少年役を演じていることを理由として挙げている。また、声優を目指す切っ掛けとなった人物としては、中学生で『だぁ!だぁ!だぁ!』の主演を務めていた三瓶由布子と名塚佳織を挙げている。これらのアニメや声優を知ったことで声優という職業に興味を抱き、声優への道を歩むことを決めた。養成所は自身が知っている作品に出演している声優が多く所属していたアーツビジョン系列の声優養成所「日本ナレーション演技研究所」を選択し、両親に「高校卒業後に大学や専門学校に行かないで声優を目指すから、大学で使うはずだったお金で高校とダブルスクールで声優の養成所に通わせてほしい」と相談。両親自身もオタクであった（本人談）ことからあっさりと快諾し、本格的に声優を目指すことになった。
日本ナレーション演技研究所在学中の2010年に『AG学園 あに☆ぶん』で春乃ちな役に抜擢され、デビュー。卒業後、アーツビジョンへ所属。
2011年、劇場アニメ『劇場版 ハヤテのごとく！ HEAVEN IS A PLACE ON EARTH』で水蓮寺ルカ役に抜擢され、この作品がアニメデビュー作となる。
2016年7月、舞台「シズ☆ゲキ ストライド」へ出演。同作品が舞台初出演となる。
2018年2月3日開催のライブ「NBCUniversal ANIME×MUSIC FESTIVAL〜25th ANNIVERSARY〜」シークレットゲストとして登場、そして個人名義での歌手デビューを発表し、公式サイトアカウントを開設。2018年5月23日、NBCユニバーサルよりデビューシングル「ゼンゼントモダチ」をリリースした。2023年7月31日をもってアーティスト活動第一期を終了。

## 人物
愛称の「ぴょん吉」は幼少時に親からつけられた。
自然豊かな神奈川県の湘南地方で育ち、小学生の時までには器械体操、バスケットボール、水泳の習い事をこなし、中学ではテニス部に入部、その後は吹奏楽部に入部するなど、パワフルな学生時代を過ごした。小学校に上がる際には体操でバク転のテストがあったことから、中学生時代までバク転をすることが出来、ハンドスプリングやヘッドスプリング、側転ができる（※2014年時点）。

### 趣味・特技
趣味・特技はバスケットボール・お菓子作り・歌・器械体操・アルトサックス・カラオケ・モノマネ。アルトサックスは中学生の時に吹奏楽部で演奏していた。また、高校では軽音部に所属していた。
この他にも自らコスプレを行っており、自身が演じる春日未来の誕生日（6月28日）やディズニー・ハロウィーンの際にはX（旧Twitter）やInstagramへコスプレ写真を投稿している。

### 家族
小学2年生の時に母親から髪の毛を染めてもらい、その後は継続して髪の毛を染めている。
妹は5つ下で元モデルの栗栖なつみ。母親は山崎が8歳の時に癌が見つかり、10年にも及ぶ闘病生活の末に他界した。2014年にファンとの会話で母親が既に亡くなっていることを明かし、2017年、母親の誕生日である1月12日に自身のTwitterで母親への手紙を公表した。
2016年4月より、アビシニアンの猫を飼いはじめ、名前は「ミシェル」 だが、Machicoは「ミシェ坊」と呼んでいる。2017年12月頃からは2匹目の猫を飼い始めた。名前は「ノエル」。
また、猫二匹の他に蛇（コーンスネーク）も飼っている。名前は「たまちゃん」。さらに2020年からはトカゲ2匹を飼い始めた。それぞれ名前は「れおくん」「げっこーくん」。
2023年2月5日、自身のTwitterにて、ソロライブのドラムスも務めるドラマーのSHiNと結婚したことを発表し、そのメイキング動画を自身のYouTubeチャンネルにて公開した。
2024年5月3日、第1子の妊娠を報告した。9月26日に産前産後休業に入ることを発表し、10月3日に第1子の出産を報告した（SHiNによると、男児と公表）。11月7日の『THE IDOLM@STER MillionRADIO』で仕事に復帰した。

### アイドルマスターとの関わり
山崎も『アイドルマスター ミリオンライブ!』に春日未来役で出演しているアイドルマスターシリーズだが、山崎は出演者としてだけでなくアイドルマスターが大好きなプロデューサー（アイドルマスターにおけるファンの名称）としても知られている。
山崎とアイドルマスターとの出会いは2009年12月23日に東京都の新木場STUDIO COASTで行われた「THE IDOLM@STER 2009 H@ppy Christm@s P@rty!!」。アイドルマスターが大好きな友人に連れられての参加だった。その時披露された『メリー』に惹かれ、山崎の先輩にあたる765プロの歌が心に入ってきたという。そこから5周年ライブ「THE IDOLM@STER 5th ANNIVERSARY The world is all one !!」にも参加し、CDを聴いたり、漫画を読んでいくうちに一人のファン・プロデューサーとしてアイマスが大好きになっていった。「THE IDOLM@STER SP パーフェクトサン」がアイドルマスターのゲームとしては初めてプレイしたゲームで、プロデュースは天海春香、菊地真の順に進めていったという。そして、テレビアニメでアイドルそれぞれの魅力に気づかされていった。
765プロの中では星井美希と菊地真が特に大好きで、「私は美希のプロデューサーだけど、真くんはファンなの！」というところにこだわりを持っている。美希のことは「私がなりたい憧れの女の子」として、真のことは「カッコよくて、いっしょにいたい感じ」と好きの方向性が違う。
その後、『ミリオンライブ！』のオーディションを受けることに。オーディションでは伊吹翼・北上麗花・春日未来の3役を受け、当時の山崎の中のイメージは翼が最も明るいキャラクターで未来はそれよりも大人しいキャラクターであり、山崎が一番演じやすいのは最も明るい翼だった。すると、当時アイドルマスターの総合ディレクターだった石原章弘が「今の翼の声のまま、未来を演じてみて」と指示、翼の演技がいまの未来の演技の土台になった。伊吹翼役のMachicoはオーディションで未来と翼の2役でオーディションを受け、石原に山崎と反対の「未来の演技で翼を演じてみて」という指示をされたという。未来はセンター的なポジションであり、当時の山崎は「真ん中らしい演技って何だろう……」とオーディションを受けるときに悩み、合格してからも「え、私でいいんですか!?」という驚きがうれしさより先に来てしまうぐらいだった。しかしながら、ライブではセンターを務め、ミリオンライブのメンバーは山崎のセンターとしてのすごさを称賛している。
また、『ミリオンライブ！』内ではD/Zealのファンでもあり、ミリオン関連の番組などで同ユニットに着いて熱く語ることも多い。
2016年1月あたりから、『ミリオンライブ！』で共演するMachico、愛美（ジュリア 役）、髙橋ミナミ（馬場このみ 役）らと仲が良く、お泊まり会をしたり、カラオケへ行ったり、お茶をしたりしている様子が彼女らのTwitterやブログなどで報告されている。この4名は自分たちの名前の一部をとって「まち吉あいみーな」という愛称で呼び合う仲である。

## 出演
太字はメインキャラクター。

### テレビアニメ
2011年
- ゆるゆり（2011年 - 2012年、高岡ひろ、女生徒A、TVのキャスター、小学校の先生、えりのママ、大室家の母 他） - 2シリーズ

2012年
- ココロコネクト（海道）
- 好きっていいなよ。（男の子、女子生徒、泉）
- ハヤテのごとく! シリーズ（2012年 - 2013年、水蓮寺ルカ） - 2シリーズ
- 輪廻のラグランジェ season2（新田かな）

2013年
- AKB0048 next stage（観客A）
- 俺の彼女と幼なじみが修羅場すぎる（青葉さつき、鈴宮よしの、幼い鋭太、女子生徒B）
- 琴浦さん（女児）
- さくら荘のペットな彼女（長谷栞奈）
- 翠星のガルガンティア（パリヌリ）
- ステラ女学院高等科C3部（望月みやぎ）
- D.C.III 〜ダ・カーポIII〜
- とある科学の超電磁砲S（姉、女性）
- 凪のあすから（柳那茅）
- ハイスクールD×D シリーズ（2013年 - 2018年、桐生藍華） - 3シリーズ
- はたらく魔王さま！（2013年 - 2023年、東海林佳織、店員） - 3シリーズ
- Free!（女の子）
- ビビッドレッド・オペレーション（天城みずは）
- WHITE ALBUM2（深谷亜紀）
- ラブライブ!（生徒A）
- ロウきゅーぶ!SS（中野夢）

2014年
- 異能バトルは日常系のなかで（神崎灯代）
- 黒執事 Book of Circus（少女）
- 四月は君の嘘（男の子）
- selector infected WIXOSS（女子生徒）
- ドラえもん（テレビ朝日版第2期）（2014年 - 2018年、店員、女の子、女子(1)、事務員、少年 他）
- ハイキュー!!（2014年 - 2020年、日向夏、小野先生、生徒A） - 4シリーズ

2015年
- アブソリュート・デュオ（リーリス・ブリストル）
- 機動戦士ガンダム 鉄血のオルフェンズ（2015年 - 2016年、フウカ・ウノ、タービンズ女性） - 2シリーズ
- クレヨンしんちゃん（おねいさん河童B）
- 血液型くん!3（女性）
- 下ネタという概念が存在しない退屈な世界（少年狸吉）
- 忍たま乱太郎（姫）
- モンスター娘のいる日常（メロ）

2016年
- 紅殻のパンドラ（体操服、キャスター）
- ヘヴィーオブジェクト（お掃除サービス）
- ダンガンロンパ3 -The End of 希望ヶ峰学園 絶望編-（九頭龍菜摘）
- ねじ巻き精霊戦記 天鏡のアルデラミン（ニニカ、シア）
- 魔法少女育成計画（よしこ）
- モンスターハンター ストーリーズ RIDE ON（2016年 - 2018年、ナリキ）
- ブブキ・ブランキ 星の巨人（子供）
- 競女!!!!!!!!（女子）
- タイムボカン24（町人）

2017年
- AKIBA'S TRIP -THE ANIMATION-（カティ・ライコネン）
- クズの本懐（女子A、女子生徒）
- 有頂天家族2（子供A）
- このはな綺譚（田辺）

2018年
- citrus（カナ）
- こみっくがーるず（翼の編集）
- 魔法少女サイト（雫芽さりな）

2019年
- 同居人はひざ、時々、頭のうえ。（ハル）

2021年
- たとえばラストダンジョン前の村の少年が序盤の街で暮らすような物語（キキョウ）
- 死神坊ちゃんと黒メイド（2021年 - 2024年、ケト） - 3シリーズ

2022年
- 異世界美少女受肉おじさんと（ヴィズド）
- Extreme Hearts（綾辻舞花）

2023年
- アイドルマスター ミリオンライブ!（春日未来）

### 劇場アニメ
- 劇場版 ハヤテのごとく! HEAVEN IS A PLACE ON EARTH（2011年、水蓮寺ルカ[67]）
- 紅殻のパンドラ（2015年、バニーガール、女の子[68]）
- ラブライブ!The School Idol Movie（2015年）

### OVA
- ハヤテのごとく!（2014年、水蓮寺ルカ） - 単行本第43巻OVA付き特別版
- モンスター娘のいる日常（2016年 - 2017年、メロ）[69] - コミックス第11、12巻OAD付き特装版

### Webアニメ
- モンスターストライク（2016年、小林茉利子[70]、女の子）
- トニカクカワイイ 〜制服〜（2022年、水蓮寺ルカ）
- 崩壊:スターレイル ショートアニメ（2025年、ヘルタ）

### ゲーム
2012年
- わグルま!（ネーヴェリエル）

2013年
- アイドルマスターシリーズ（2013年 - 2025年、春日未来） - 6作品
- AKIBA'S TRIP2（カティ・ライコネン）
- ビビッドレッド・オペレーション -Hyper Intimate Power-（天城みずは）

2014年
- DYNAMIC CHORD feat.[reve parfait]（鈴原香魚）
- マジカ★マジカ（月橋アイリ）

2015年
- オメガラビリンス（朱宮愛那）
- 音速少女隊 -Photon Angels-（フィー、フラン）
- クイズRPG 魔法使いと黒猫のウィズ（ソフィ・ハーネット、インゴットソフィ）
- クルセイダークエスト（セーラ）
- けものフレンズ（ケープライオン）
- 白猫プロジェクト（マキナ）
- しんぐんデストロ〜イ!（春日未来）
- 戦国姫譚MURAMASA-雅- （鉤爪の茜、岩成友通）
- 戦え!プリンセスドール（神崎茜）
- Diss World（ベルタ）
- 東亰ザナドゥ（北都美月）
- ネットハイ（女ヶ沢優子）
- ポップアップストーリー 魔法の本と聖樹の学園（キララ・オオガミ）
- モンスター娘のいる日常オンライン（メロ）
- 妖怪百姫たん!（刑部姫）
- ロイヤルフラッシュヒーローズ（ジョイス・フレイザー）

2016年
- アルテイルクロニクル（ノイ）
- Collar×Malice（HANA）
- Code:Realize 〜祝福の未来〜（シャーリー・ゴードン）
- 真空管ドールズ（ナンシー）
- 戦国アスカZERO（上杉謙信）
- 戦国姫譚MURAMASA-雅-（宝蔵院胤舜）
- 天空のクラフトフリート（メレーヌ、ミルシェ他）
- 東亰ザナドゥ eX+（北都美月）
- ドリフトガールズ（海谷遥）
- ブレイブソード×ブレイズソウル（アマテラス）
- 編隊少女 -フォーメーションガールズ-（佐々井綺羅）

2017年
- AKIBA'S TRIP Festa!（カティ・ライコネン）
- エンドライド -X fragments-（スカイ）
- オメガラビリンスZ（朱宮愛那）
- Code:Realize 〜白銀の奇跡〜（シャーリー・ゴードン）
- セブンズストーリー（トッフォー、ポロン、セレン）
- テイルズ オブ アスタリア（春日未来）
- LORD of VERMILION IV（ムムメメ）
- モン娘☆は〜れむ（キララ）
- 城姫クエスト（上田城、本能寺）

2018年
- セブンス ダーク（フィオラ・アビス）
- メギド72（2018年 - 2023年、サキュバス）
- OVERHIT（エスタ）
- アビス・ホライズン（ニュージャージー）
- 星界神話（フィオラ）
- アズールレーン（2018年 - 2019年、U-81） - 2作品
- バレットガールズ ファンタジア（シルヴィア・オルタンシア）
- CARAVAN STORIES（オデッシア）
- ルティエクリッカー（ルティエ）

2019年
- 謀りの姫:POCKET（慕凌惜）
- 禍つヴァールハイト（エメライン）
- Ash Tale -風の大陸-（フィオラ）
- 暁のエピカ（フィオラ、イブ）
- 異世界で始める偉人大戦争（平賀源内）

2020年
- 放置少女〜百花繚乱の萌姫たち〜（蕭何、甄姫、魯粛、王元姫、呂蒙）
- アークナイツ（グラニ）
- ロストディケイド（ティア）
- 戦国RENKA ズーム!（上杉謙信、新免無二、三好伊佐入道、三好清海入道、ザビエル）

2021年
- ブラウンダスト（ネルア）
- グリザイア クロノスリベリオン（シュガー）
- 廃深（生駒美桜）
- ブラック・サージナイト（Z26）
- 異世界に飛ばされたらパパになったんだが 〜精霊騎士団物語〜（ロビンフッド）
- エクリプスサーガ（イナンナ）
- 東方ダンマクカグラ（村紗水蜜）

2022年
- たとえばラストダンジョン前の村の少年が序盤の街で暮らすような物語 〜ドタバタ英雄譚〜（キキョウ）

2023年
- えとはなっ! 〜干支っ娘・花札バトル〜（鳥居橋さくの）
- 崩壊:スターレイル（ヘルタ / マダム・ヘルタ）
- BLUE REFLECTION SUN/燦（合原舞）
- センチメンタルデスループ（火口明音）
- 廃深2（生駒美桜）
- 転生したらスライムだった件 魔王と竜の建国譚（春日未来）

2024年
- アウタープレーン（ダリア）

2025年
- 異世界のんびりライフ（メロ）

### ドラマCD
2011年
- 王子はただいま出稼ぎ中 知力!体力!時の運!?勝ち抜きバトルロイヤル

2015年
- アイドルマスター ミリオンライブ！ シリーズ（2015年 - 、春日未来〈天羽光駆〉）
- ノーブルウィッチーズ 単行本第3 - 6巻ドラマCD付き同梱版（アドリアーナ・ヴィスコンティ）
- 千年戦争アイギス 月下の花嫁（カグヤ）- 小説第4巻特装版付属ドラマCD

### ラジオ
※はインターネット配信。
- 山崎はるかの僕ら、駆け行く空へ（2011年）
- THE IDOLM@STER MillionRADIO（2013年 - 、ニコニコ生放送※）
- 異能バトルはラジヲのなかで（2014年 - 2015年、音泉※）
- アブソリュート・ラジオ〜昊陵学園放送部〜（2014年 - 2015年、音泉※）
- ラジオどっとあい 山崎はるかのぴょん吉がかわいらしい王道女性声優を目指せと言われたのだが自分の中のヲタク気質が邪魔をする。（2015年、AG-ON※・超!A&G+※）
- モンスター娘たちのいる日常会話（2015年、音泉※）
- 愛美とはるかの2年A組青春アクティ部!（2016年 - 、ニコニコ生放送※）
- THE IDOLM@STER MUSIC ON THE RADIO（2018年 - 2019年、ニコニコ生放送※） - アシスタントパーソナリティー
- 山崎はるかのC'est parti!!（2019年、超!A&G+※）
- 山崎はるかとまるぴ……近っっ！！（2020年 - 2021年、超!A&G+※）

### ラジオCD
2015年
- THE IDOLM@STER MILLION RADIO! DJCD Vol.01（8月26日）
- ラジオCD「アブソリュート・ラジオ 〜昊陵学園放送部〜」Vol.1、2
- ラジオCD「異能バトルはラジヲのなかで」Vol.1、2

### テレビ番組
※はインターネット配信。
- AG学園 あに☆ぶん（2010年、テレビ神奈川）ナビゲーターキャラ・春乃ちなの声
- 異能バトルはニコ生のなかで（2014年、ニコニコ生放送※）
- アニメマシテ（2015年11月9日・16日、テレビ東京）MC[130]
- かまいガチ（2022年9月） - マンスリーナレーション

### 映像商品
2013年
- ハヤテのごとく!×神のみぞ知るセカイ・ジョイントコンサート2013 『本日、満開桜色!』

2014年
- THE IDOLM@STER 8th ANNIVERSARY HOP! STEP!! FESTIV@L!!!
- THE IDOLM@STER M@STERS OF IDOL WORLD!!2014
- THE IDOLM@STER MILLION LIVE! 1stLIVE HAPPY☆PERFORM@NCE!! Blu-ray
- Animelo Summer Live 2013 -FLAG NINE- 8.24（アイドルマスターミリオンスターズとして出演）[131]

2015年
- 異能バトルは日常系のなかで Blu-ray 6【初回生産限定版】映像特典「黒焰に導かれし者達の宴《ダークネスカーニバル》」イベントダイジェスト映像
- THE IDOLM@STER MILLION LIVE! 2ndLIVE ENJOY H@RMONY!! Live Blu-ray
- Animelo Summer Live 2014 -ONENESS- 8.30（アイドルマスターミリオンスターズとして出演）[132]

2016年
- THE IDOLM@STER M@STER OF IDOL WORLD!!2015 Live Blu-ray
- THE IDOLM@STER MILLION LIVE! 3rdLIVE TOUR BELIEVE MY DRE@M!! LIVE Blu-ray

2018年
- THE IDOLM@STER MILLION LIVE! 4thLIVE TH@NK YOU for SMILE! LIVE Blu-ray DAY1,DAY3[133][134]
- THE IDOLM@STER 765 MILLIONSTARS HOTCHPOTCH FESTIV@L!! LIVE Blu-ray DAY1[135][136]
- Animelo Summer Live 2017 -THE CARD- 8.26（アイドルマスターミリオンスターズとして出演）[137]
- THE IDOLM@STER MILLION THE@TER GENERATION 11 UNION!! 【映像特典】THE IDOLM@STER MILLION LIVE! EXTRA LIVE MEG@TON VOICE!
- NBCUniversal ANIME×MUSIC FESTIVAL〜25th ANNIVERSARY〜（山崎はるか個人名義で出演(シークレットゲスト)）

2019年
- Animelo Summer Live 2018 “OK!" 08.25 Blu-ray（山崎はるか個人名義で出演）[138]
- Animelo Summer Live 2018 “OK!" 08.26 Blu-ray（アイドルマスターミリオンライブ！ミリオンスターズとして出演）[139]
- THE IDOLM@STER MILLION LIVE! 5thLIVE BRAND NEW PERFORM@NCE!!! LIVE Blu-ray DAY1[140]

2020年
- THE IDOLM@STER MILLION LIVE! 6thLIVE TOUR UNI-ON@IR!!!! LIVE Blu-ray Princess STATION @KOBE[141]
- THE IDOLM@STER MILLION LIVE! 6thLIVE TOUR UNI-ON@IR!!!! SPECIAL LIVE Blu-ray[142]

2022年
- THE IDOLM@STER MILLION LIVE! 7thLIVE Q@MP FLYER!!! Reburn LIVE Blu-ray DAY2[143][144][145]
- THE IDOLM＠STER MILLION LIVE! 8thLIVE Twelw@ve LIVE Blu-ray DAY2[146][147]

2023年
- THE IDOLM@STER M@STERS OF IDOL WORLD!!!!! 2023 Blu-ray PERFECT BOX!!!!![148]

2024年
- THE IDOLM@STER MILLION LIVE! 9thLIVE ChoruSp@rkle!! LIVE Blu-ray DAY2[149][150]

### 舞台
- シズ☆ゲキ ストライド（2016年7月6日 - 10日）[151]
- 朗読劇『ドリアン・グレイの肖像』

### その他コンテンツ
- デジタルコミック『キミのとなりで青春中。』（2011年、柏木美羽）[152]
- ASMR『おしごとねいろ 〜ヘアメイク編〜』（2020年、七瀬茉莉香）[153]
- パチンコ『Pフィーバー アイドルマスター ミリオンライブ!』（2021年、春日未来[154]）
- パチスロ『パチスロ アイドルマスター ミリオンライブ!』（2021年、春日未来[155]）
- ボイスドラマ『Extreme Hearts S×S×S』（2022年、綾辻舞花）

## ディスコグラフィ

### シングル
|            | 発売日        | タイトル                 | 規格品番  | 規格品番  | オリコン 最高位 |
| 初回限定盤 | 発売日        | タイトル                 | 通常盤    |           | オリコン 最高位 |
| ---------- | ------------- | ------------------------ | --------- | --------- | --------------- |
| 1st        | 2018年5月23日 | ゼンゼントモダチ         | GNCA-0528 | GNCA-0529 | 32位            |
| 2nd        | 2021年2月3日  | たとえばそれは勇気の魔法 | GNCA-0614 | GNCA-0615 | 44位            |
| 3rd        | 2023年2月18日 | Happy Gaming Life        |           |           |                 |

### アルバム
|      | 発売日        | タイトル      | 規格品番  | オリコン 最高位 |
| ---- | ------------- | ------------- | --------- | --------------- |
| 1st  | 2019年8月28日 | C'est Parti!! | GNCA-1557 | 21位            |
| ミニ | 2021年4月21日 | Mystère       | GNCA-1570 | 46位            |

### タイアップ曲
| 楽曲                     | タイアップ                                                                                         | 時期   |
| ------------------------ | -------------------------------------------------------------------------------------------------- | ------ |
| ゼンゼントモダチ         | テレビアニメ『魔法少女サイト』エンディングテーマ                                                   | 2018年 |
| たとえばそれは勇気の魔法 | テレビアニメ『たとえばラストダンジョン前の村の少年が序盤の街で暮らすような物語』オープニングテーマ | 2021年 |

### 歌手参加作品
| 発売日        | 商品名              | 歌 | 楽曲                    | 備考                                                             |
| ------------- | ------------------- | --- | ----------------------- | ---------------------------------------------------------------- |
| 2014年5月13日 | ONENESS             | アイドルマスター、藍井エイル、アフィリア・サーガ、angela、いとうかなこ、Wake Up, Girls!、小野賢章、OLDCODEX、喜多村英梨、GRANRODEO、栗林みな実、黒崎真音、ZAQ、JAM Project、sweet ARMS、鈴木このみ、STAR☆ANIS、谷本貴義、田村ゆかり、茅原実里、T.M.Revolution、仲谷明香、流田Project、橋本仁、fhána、petit milady、FLOW、堀江由衣、三澤紗千香、水樹奈々、三森すずこ、宮野真守、μ's、May'n、ゆいかおり、悠木碧、吉田仁美、LiSA、和田光司 | 「ONENESS」             | ライブイベント『Animelo Summer Live 2014 -ONENESS-』テーマソング |
| 2018年5月16日 | Stand by...MUSIC!!! | アイドルマスター SideM、アイドルマスター ミリオンライブ！ ミリオンスターズ、亜咲花、伊藤美来、内田彩、内田真礼、オーイシマサヨシ、GRANRODEO（KISHOW）、鈴木このみ、鈴木みのり、竹達彩奈、TRUE、fhána、悠木碧 | 「Stand by...MUSIC!!!」 | ライブイベント『Animelo Summer Live 2018 "OK!"』テーマソング     |

### キャラクターソング
| 発売日         | 商品名                                                                                    | 歌 | 楽曲                                                                                              | 備考                                                                               |
| -------------- | ----------------------------------------------------------------------------------------- | --- | ------------------------------------------------------------------------------------------------- | ---------------------------------------------------------------------------------- |
| 2011年8月24日  | 僕ら、駆け行く空へ                                                                        | 水蓮寺ルカ（山崎はるか） | 「僕ら、駆け行く空へ」                                                                            | 劇場アニメ『劇場版 ハヤテのごとく！ HEAVEN IS A PLACE ON EARTH』オープニングテーマ |
| 2011年8月24日  | 僕ら、駆け行く空へ                                                                        | 水蓮寺ルカ（山崎はるか） | 「Forever Star」                                                                                  | 劇場アニメ『劇場版 ハヤテのごとく！ HEAVEN IS A PLACE ON EARTH』挿入歌             |
| 2011年         | -                                                                                         | 夏目ひま（寺本來可）、春乃ちな（山崎はるか）、秋津かえで（東山奈央） | 「ROCKET DRIVE」                                                                                  | 情報番組『AG学園 あに☆ぶん』オープニング曲                                         |
| 2012年4月      | -                                                                                         | 春乃ちな（山崎はるか） | 「FANTASTIC DAY」                                                                                 | 情報番組『AG学園 あに☆ぶん』オープニング曲                                         |
| 2012年11月28日 | 恋の罠/Precious Nativity                                                                  | 水蓮寺ルカ（山崎はるか） | 「恋の罠」                                                                                        | テレビアニメ『ハヤテのごとく！ CAN'T TAKE MY EYES OFF YOU』エンディングテーマ      |
| 2012年11月28日 | 恋の罠/Precious Nativity                                                                  | 水蓮寺ルカ（山崎はるか） | 「Precious Nativity」                                                                             | テレビアニメ『ハヤテのごとく！ CAN'T TAKE MY EYES OFF YOU』挿入歌                  |
| 2013年1月30日  | ハヤテのごとく！ CAN'T TAKE MY EYES OFF YOU Original Soundtrack                           | 綾崎ハヤテ（白石涼子）、三千院ナギ（釘宮理恵）、水蓮寺ルカ（山崎はるか） | 「Here I am, Here we are（最終夜ver.）」                                                          | テレビアニメ『ハヤテのごとく！ CAN'T TAKE MY EYES OFF YOU』エンディングテーマ      |
| 2013年2月13日  | リンゴリボン                                                                              | 中川かのん（東山奈央）、水蓮寺ルカ（山崎はるか） | 「リンゴリボン」 「ヘルプルミミ」                                                                 | テレビアニメ『ハヤテのごとく！』、『神のみぞ知るセカイ』関連曲                     |
| 2013年2月27日  | 福音                                                                                      | 水蓮寺ルカ（山崎はるか） | 「深淵」                                                                                          | テレビアニメ『ハヤテのごとく！ CAN'T TAKE MY EYES OFF YOU』挿入歌                  |
| 2013年2月27日  | 福音                                                                                      | 水蓮寺ルカ（山崎はるか） | 「善き少女のためのパヴァーヌ」                                                                    | テレビアニメ『ハヤテのごとく！ CAN'T TAKE MY EYES OFF YOU』エンディングテーマ      |
| 2013年2月27日  | 福音                                                                                      | 水蓮寺ルカ（山崎はるか） | 「GIFT」 「月の祈り」 「-paradigm shift-」                                                        | テレビアニメ『ハヤテのごとく！ CAN'T TAKE MY EYES OFF YOU』関連曲                  |
| 2013年2月27日  | 福音 初回限定盤特典CD                                                                     | 水蓮寺ルカ（山崎はるか） | 「Here I am, Here we are」                                                                        | テレビアニメ『ハヤテのごとく！ CAN'T TAKE MY EYES OFF YOU』関連曲                  |
| 2013年4月10日  | 奇跡のドア                                                                                | ハクア（早見沙織）、水蓮寺ルカ（山崎はるか） | 「GRAVITY」                                                                                       | テレビアニメ『ハヤテのごとく！』関連曲                                             |
| 2013年4月10日  | 奇跡のドア                                                                                | 桂ヒナギク（伊藤静）、中川かのん（東山奈央）、ハクア（早見沙織）、水蓮寺ルカ（山崎はるか） | 「奇跡のドア」 「Acoustic Medley of Hinagiku,Kanon,Haqua,Ruka」                                   | テレビアニメ『ハヤテのごとく！』関連曲                                             |
| 2013年4月24日  | THE IDOLM@STER LIVE THE@TER PERFORMANCE 01 Thank You!                                     | 765 MILLIONSTARS | 「Thank You!」                                                                                    | ゲーム『アイドルマスター ミリオンライブ！』テーマソング                            |
| 2013年4月24日  | THE IDOLM@STER LIVE THE@TER PERFORMANCE 01 Thank You!                                     | 765THEATER ALLSTARS | 「Thank You!」                                                                                    | ゲーム『アイドルマスター ミリオンライブ！』テーマソング                            |
| 2013年6月26日  | THE IDOLM@STER LIVE THE@TER PERFORMANCE 03                                                | 春日未来（山崎はるか） | 「素敵なキセキ」                                                                                  | ゲーム『アイドルマスター ミリオンライブ！』関連曲                                  |
| 2013年6月26日  | THE IDOLM@STER LIVE THE@TER PERFORMANCE 03                                                | 我那覇響（沼倉愛美）、春日未来（山崎はるか）、豊川風花（末柄里恵）、望月杏奈（夏川椎菜）、横山奈緒（渡部優衣） | 「PRETTY DREAMER」                                                                                | ゲーム『アイドルマスター ミリオンライブ！』関連曲                                  |
| 2014年4月30日  | THE IDOLM@STER LIVE THE@TER PERFORMANCE 13                                                | 春日未来（山崎はるか）、最上静香（田所あずさ）、伊吹翼（Machico） | 「Thank You!」                                                                                    | ゲーム『アイドルマスター ミリオンライブ！』関連曲                                  |
| 2014年6月4日   | U・N・M・E・I ライブ                                                                      | 春日未来（山崎はるか）、最上静香（田所あずさ）、箱崎星梨花（麻倉もも） | 「U・N・M・E・I ライブ」 「Thank You! -MR remix-」                                                | ラジオ『THE IDOLM@STER MillionRADIO』テーマソング                                  |
| 2014年7月30日  | THE IDOLM@STER LIVE THE@TER HARMONY 02                                                    | 乙女ストーム！ | 「Growing Storm!」 「Welcome!!」                                                                  | ゲーム『アイドルマスター ミリオンライブ！』関連曲                                  |
| 2014年7月30日  | THE IDOLM@STER LIVE THE@TER HARMONY 02                                                    | 春日未来（山崎はるか） | 「未来飛行」                                                                                      | ゲーム『アイドルマスター ミリオンライブ！』関連曲                                  |
| 2014年10月22日 | THE IDOLM@STER M@STERS OF IDOL WORLD!!2014 特典CD                                         | 天海春香（中村繪里子）、如月千早（今井麻美）、星井美希（長谷川明子）、島村卯月（大橋彩香）、渋谷凛（福原綾香）、本田未央（原紗友里）、春日未来（山崎はるか）、最上静香（田所あずさ）、伊吹翼（Machico）                                                                    | 「IDOL POWER RAINBOW」                                                                            | ライブイベント『THE IDOLM@STER M@STERS OF IDOL WORLD!!2014』テーマソング           |
| 2014年10月22日 | THE IDOLM@STER M@STERS OF IDOL WORLD!!2014 特典CD                                         | 春日未来（山崎はるか）、最上静香（田所あずさ）、伊吹翼（Machico） | 「IDOL POWER RAINBOW」                                                                            | ライブイベント『THE IDOLM@STER M@STERS OF IDOL WORLD!!2014』テーマソング           |
| 2014年11月19日 | OVERLAPPERS                                                                               | Qverktett:\| | 「OVERLAPPERS」                                                                                   | テレビアニメ『異能バトルは日常系のなかで』オープニングテーマ                       |
| 2014年11月19日 | OVERLAPPERS                                                                               | 崎下乙女。 | 「異能性発見学」                                                                                  | テレビアニメ『異能バトルは日常系のなかで』関連曲                                   |
| 2014年12月26日 | 異能バトルは日常系のなかで BD第1巻特典CD                                                  | 安藤寿来（岡本信彦）、神崎灯代（山崎はるか） | 「Nobody knows,Oh yeah!」                                                                         | テレビアニメ『異能バトルは日常系のなかで』関連曲                                   |
| 2015年2月18日  | Believe×Believe/アップルティーの味/2/2                                                    | ユリエ＝シグトゥーナ（山本希望）、リーリス＝ブリストル（山崎はるか） | 「アップルティーの味」                                                                            | テレビアニメ『アブソリュート・デュオ』エンディングテーマ                           |
| 2015年3月12日  | アイドルマスター ミリオンライブ！ 漫画第1巻特別版付属オリジナルCD                         | 春日未来（山崎はるか）、最上静香（田所あずさ） | 「GO MY WAY!!」                                                                                   | 漫画『アイドルマスター ミリオンライブ！』関連曲                                    |
| 2015年4月4日   | THE IDOLM@STER LIVE THE@TER SOLO COLLECTION Vol.01                                        | 春日未来（山崎はるか） | 「Growing Storm!」                                                                                | ゲーム『アイドルマスター ミリオンライブ！』関連曲                                  |
| 2015年5月8日   | アブソリュート・デュオ BD・DVD第2巻特典CD                                                 | リーリス＝ブリストル（山崎はるか） | 「British Exception」                                                                             | テレビアニメ『アブソリュート・デュオ』関連曲                                       |
| 2015年7月17日  | THE IDOLM@STER LIVE THE@TER SOLO COLLECTION Vol.02                                        | 春日未来（山崎はるか） | 「Thank You! -MR remix-」                                                                         | ゲーム『アイドルマスター ミリオンライブ！』関連曲                                  |
| 2015年8月5日   | アブソリュート・デュオ BD・DVD第5巻特典CD                                                 | ユリエ＝シグトゥーナ（山本希望）、リーリス＝ブリストル（山崎はるか）、穂高みやび（今村彩夏）、橘巴（諏訪彩花） | 「ハートプラクティス」                                                                            | テレビアニメ『アブソリュート・デュオ』関連曲                                       |
| 2015年8月12日  | アイドルマスター ミリオンライブ！ 漫画第2巻特別版付属オリジナルCD                         | 春日未来（山崎はるか） | 「キミはメロディ」                                                                                | 漫画『アイドルマスター ミリオンライブ！』関連曲                                    |
| 2015年8月19日  | 最高速 Fall in Love                                                                       | ミーア（雨宮天）、パピ（小澤亜李）、セントレア（相川奈都姫）、スー（野村真悠華）、メロ（山崎はるか）、ラクネラ（中村桜） | 「最高速 Fall in Love」                                                                           | テレビアニメ『モンスター娘のいる日常』オープニングテーマ                           |
| 2015年8月19日  | 最高速 Fall in Love                                                                       | ミーア（雨宮天）、パピ（小澤亜李）、セントレア（相川奈都姫）、スー（野村真悠華）、メロ（山崎はるか）、ラクネラ（中村桜） | 「Da-Da-Dash!」                                                                                   | テレビアニメ『モンスター娘のいる日常』関連曲                                       |
| 2015年8月26日  | THE IDOLM@STER MILLION RADIO! DJCD Vol.01                                                 | 春日未来（山崎はるか）、最上静香（田所あずさ）、箱崎星梨花（麻倉もも） | 「Welcome!! -MR remix-」                                                                          | ゲーム『アイドルマスター ミリオンライブ！』関連曲                                  |
| 2015年9月2日   | アブソリュート・デュオ BD・DVD第6巻特典CD                                                 | ユリエ＝シグトゥーナ（山本希望）、リーリス＝ブリストル（山崎はるか）、穂高みやび（今村彩夏）、橘巴（諏訪彩花） | 「Afternoon flavor」                                                                              | テレビアニメ『アブソリュート・デュオ』関連曲                                       |
| 2015年9月16日  | モンスター娘のいる日常 キャラクターソング Vol.5「moon and mermaid」                       | メロ（山崎はるか） | 「moon and mermaid」 「frothy love」 「最高速 Fall in Love」                                      | テレビアニメ『モンスター娘のいる日常』関連曲                                       |
| 2015年9月30日  | THE IDOLM@STER LIVE THE@TER DREAMERS 01 Dreaming!                                         | 春日未来（山崎はるか）、最上静香（田所あずさ）、伊吹翼（Machico） | 「Dreaming!」                                                                                     | ゲーム『アイドルマスター ミリオンライブ！』関連曲                                  |
| 2015年9月30日  | THE IDOLM@STER LIVE THE@TER DREAMERS 01 Dreaming!                                         | MILLION ALLSTARS | 「Welcome!!」                                                                                     | ゲーム『アイドルマスター ミリオンライブ！』関連曲                                  |
| 2015年10月28日 | THE IDOLM@STER LIVE THE@TER DREAMERS 02                                                   | 天海春香（中村繪里子）、春日未来（山崎はるか）、高槻やよい（仁後真耶子）、矢吹可奈（木戸衣吹）、ジュリア（愛美） 所恵美（藤井ゆきよ）、北上麗花（平山笑美）、北沢志保（雨宮天）、七尾百合子（伊藤美来）、望月杏奈（夏川椎菜）                                              | 「Dreaming!」                                                                                     | ゲーム『アイドルマスター ミリオンライブ！』関連曲                                  |
| 2015年10月28日 | THE IDOLM@STER LIVE THE@TER DREAMERS 02                                                   | 天海春香（中村繪里子）、春日未来（山崎はるか） | 「ハルカナミライ」                                                                                | ゲーム『アイドルマスター ミリオンライブ！』関連曲                                  |
| 2015年         | -                                                                                         | 神崎茜（山崎はるか） | 「虹色プリズム」                                                                                  | ゲーム『戦え!プリンセスドール』主題歌                                              |
| 2016年1月30日  | THE IDOLM@STER LIVE THE@TER SOLO COLLECTION Vol.03 Vocal Edition                          | 春日未来（山崎はるか） | 「ハルカナミライ」                                                                                | ゲーム『アイドルマスター ミリオンライブ！』関連曲                                  |
| 2016年2月29日  | オメガラビリンス ソングコレクション♪                                                      | 朱宮愛那（山崎はるか） | 「Brave Heart」                                                                                   | ゲーム『オメガラビリンス』関連曲                                                   |
| 2016年6月8日   | THE IDOLM@STER M@STERS OF IDOL WORLD!!2015 特典CD                                         | 天海春香（中村繪里子）、如月千早（今井麻美）、星井美希（長谷川明子）、島村卯月（大橋彩香）、渋谷凛（福原綾香）、本田未央（原紗友里）、春日未来（山崎はるか）、最上静香（田所あずさ）、伊吹翼（Machico）                                                                    | 「アイ MUST GO!」                                                                                 | ライブイベント『THE IDOLM@STER M@STERS OF IDOL WORLD!!2015』テーマソング           |
| 2016年6月8日   | THE IDOLM@STER M@STERS OF IDOL WORLD!!2015 特典CD                                         | 春日未来（山崎はるか）、最上静香（田所あずさ）、伊吹翼（Machico） | 「アイ MUST GO!」                                                                                 | ライブイベント『THE IDOLM@STER M@STERS OF IDOL WORLD!!2015』テーマソング           |
| 2016年8月10日  | ターンオンタイム！                                                                        | 春日未来（山崎はるか）、最上静香（田所あずさ）、箱崎星梨花（麻倉もも） | 「ターンオンタイム！」 「Dreaming! -MR remix-」                                                   | ラジオ『THE IDOLM@STER MillionRADIO』テーマソング                                  |
| 2016年12月12日 | アイドルマスター ミリオンライブ！ 漫画第5巻特別版付属オリジナルCD                         | 春日未来（山崎はるか）、最上静香（田所あずさ）、伊吹翼（Machico） | 「君との明日を願うから」                                                                          | 漫画『アイドルマスター ミリオンライブ！』関連曲                                    |
| 2017年2月15日  | THE IDOLM@STER LIVE THE@TER FORWARD 03 Starlight Melody                                   | タウラス | 「メメント？モメント♪ルルルルル☆」                                                                | ゲーム『アイドルマスター ミリオンライブ！』関連曲                                  |
| 2017年2月15日  | THE IDOLM@STER LIVE THE@TER FORWARD 03 Starlight Melody                                   | Starlight Melody | 「Starry Melody」                                                                                 | ゲーム『アイドルマスター ミリオンライブ！』関連曲                                  |
| 2017年3月9日   | THE IDOLM@STER LIVE THE@TER SOLO COLLECTION 04 Starlight Theater                          | 春日未来（山崎はるか） | 「U・N・M・E・I ライブ」                                                                          | ゲーム『アイドルマスター ミリオンライブ！』関連曲                                  |
| 2017年7月26日  | THE IDOLM@STER MILLION THE@TER GENERATION 01 Brand New Theater!                           | 765 MILLION ALLSTARS | 「Brand New Theater!」                                                                            | ゲーム『アイドルマスター ミリオンライブ！ シアターデイズ』テーマソング             |
| 2017年7月26日  | THE IDOLM@STER MILLION THE@TER GENERATION 01 Brand New Theater!                           | 765 MILLION ALLSTARS | 「Dreaming!」                                                                                     | ゲーム『アイドルマスター ミリオンライブ！ シアターデイズ』関連曲                   |
| 2017年8月23日  | THE IDOLM@STER MILLION LIVE! M@STER SPARKLE 01                                            | 春日未来（山崎はるか） | 「未来系ドリーマー」                                                                              | ゲーム『アイドルマスター ミリオンライブ！ シアターデイズ』関連曲                   |
| 2017年10月28日 | アイドルマスター 10th メモリアルフィギュア 購入特典CD                                     | 天海春香（中村繪里子）、島村卯月（大橋彩香）、春日未来（山崎はるか） | 「アイ MUST GO! 〜10th メモリアルフィギュアver.〜」                                               | ライブイベント『THE IDOLM@STER M@STERS OF IDOL WORLD!!2015』関連曲                 |
| 2018年1月31日  | THE IDOLM@STER MILLION THE@TER GENERATION 04 プリンセススターズ                           | プリンセススターズ | 「Princess Be Ambitious!!」                                                                       | ゲーム『アイドルマスター ミリオンライブ！ シアターデイズ』関連曲                   |
| 2018年1月31日  | THE IDOLM@STER MILLION THE@TER GENERATION 04 プリンセススターズ                           | プリンセススターズ | 「Brand New Theater!」                                                                            | ゲーム『アイドルマスター ミリオンライブ！ シアターデイズ』関連曲                   |
| 2018年4月4日   | THE IDOLM@STER MILLION LIVE! M@STER SPARKLE 08                                            | 765 MILLION ALLSTARS | 「Brand New Theater!」                                                                            | ゲーム『アイドルマスター ミリオンライブ！ シアターデイズ』関連曲                   |
| 2018年6月1日   | THE IDOLM@STER LIVE THE@TER SOLO COLLECTION 06 プリンセススターズ                         | 春日未来（山崎はるか） | 「Princess Be Ambitious!!」                                                                       | ゲーム『アイドルマスター ミリオンライブ！ シアターデイズ』関連曲                   |
| 2018年7月27日  | アイドルマスター ミリオンライブ！ Blooming Clover 第3巻限定版 オリジナルCD                | 天海春香（中村繪里子）、春日未来（山崎はるか）、矢吹可奈（木戸衣吹） | 「ONLY MY NOTE」                                                                                  | 漫画『アイドルマスター ミリオンライブ！ Blooming Clover』関連曲                    |
| 2018年8月9日   | バレットガールズ ファンタジア D3P WEB SHOP店舗特典CD                                      | 火乃本彩（M・A・O）、シルヴィア・オルタンシア（山崎はるか） | 「Piercing Bullet」                                                                               | ゲーム『バレットガールズ ファンタジア』テーマソング                                |
| 2018年8月29日  | THE IDOLM@STER MILLION THE@TER GENERATION 11 UNION!!                                      | 765 MILLION ALLSTARS | 「UNION!!」 「Welcome!!」                                                                         | ゲーム『アイドルマスター ミリオンライブ！ シアターデイズ』関連曲                   |
| 2019年3月22日  | 同居人はひざ、時々、頭のうえ。キャラクターソングVol.1 ひとりとキミ/ひだまりボディーガード | ハル（山崎はるか） | 「ひだまりボディーガード」                                                                        | テレビアニメ『同居人はひざ、時々、頭のうえ。』関連曲                               |
| 2019年4月26日  | THE IDOLM@STER THE@TER SOLO COLLECTION 07 PRINCESS STARS                                  | 春日未来（山崎はるか） | 「Episode. Tiara」                                                                                | ゲーム『アイドルマスター ミリオンライブ！ シアターデイズ』関連曲                   |
| 2019年5月29日  | THE IDOLM@STER MILLION THE@TER GENERATION 17 STAR ELEMENTS                                | STAR ELEMENTS | 「Episode. Tiara」 「ギブミーメタファー」                                                         | ゲーム『アイドルマスター ミリオンライブ！ シアターデイズ』関連曲                   |
| 2019年7月24日  | THE IDOLM@STER MILLION THE@TER WAVE 01 Flyers!!!                                          | 765 MILLION ALLSTARS | 「Flyers!!!」                                                                                     | ゲーム『アイドルマスター ミリオンライブ！ シアターデイズ』関連曲                   |
| 2019年12月25日 | メギド72 -songs-                                                                          | サキュバス（山崎はるか） | 「ふたりでみるユメ」                                                                              | ゲーム『メギド72』関連曲                                                           |
| 2020年4月29日  | THE IDOLM@STER MILLION RADIO! ENDLESS TOUR                                                | 春日未来（山崎はるか）、最上静香（田所あずさ）、箱崎星梨花（麻倉もも） | 「ENDLESS TOUR」 「Flyers!!! -MR remix-」                                                         | ラジオ『THE IDOLM@STER MillionRADIO』テーマソング                                  |
| 2020年8月26日  | THE IDOLM@STER MILLION THE@TER WAVE 10 Glow Map                                           | 765 MILLION ALLSTARS | 「Glow Map」                                                                                      | ゲーム『アイドルマスター ミリオンライブ！ シアターデイズ』関連曲                   |
| 2020年9月30日  | なんどでも笑おう                                                                          | THE IDOLM@STER FIVE STARS!!! | 「なんどでも笑おう」                                                                              | 「アイドルマスターシリーズ」関連曲                                                 |
| 2020年9月30日  | なんどでも笑おう【ミリオンライブ！盤】                                                    | MILLIONSTARS | 「なんどでも笑おう」                                                                              | 「アイドルマスターシリーズ」関連曲                                                 |
| 2020年9月30日  | なんどでも笑おう【ミリオンライブ！盤】                                                    | 春日未来（山崎はるか） | 「なんどでも笑おう」                                                                              | 「アイドルマスターシリーズ」関連曲                                                 |
| 2021年5月22日  | THE IDOLM@STER LIVE THE@TER SOLO COLLECTION 08 Princess Stars                             | 春日未来（山崎はるか） | 「ギブミーメタファー」                                                                            | ゲーム『アイドルマスター ミリオンライブ！ シアターデイズ』関連曲                   |
| 2021年6月23日  | THE IDOLM@STER MILLION THE@TER WAVE 18 ストロベリーポップムーン                           | ストロベリーポップムーン | 「ABSOLUTE RUN!!!」 「Be Proud」                                                                  | ゲーム『アイドルマスター ミリオンライブ！ シアターデイズ』関連曲                   |
| 2021年7月28日  | THE IDOLM@STER POPLINKS POPLINKS TUNE!!!!!                                                | 天海春香（中村繪里子）、島村卯月（大橋彩香）、春日未来（山崎はるか）、天道輝（仲村宗悟）、櫻木真乃（関根瞳） | 「POP LINKS TUNE!!!!!」                                                                           | ゲーム『アイドルマスター ポップリンクス』テーマ曲                                  |
| 2021年7月28日  | THE IDOLM@STER POPLINKS POPLINKS TUNE!!!!!                                                | 春日未来（山崎はるか） | 「POP LINKS TUNE!!!!!」                                                                           | ゲーム『アイドルマスター ポップリンクス』テーマ曲                                  |
| 2021年7月28日  | THE IDOLM@STER MILLION THE@TER SEASON Harmony 4 You                                       | 765 MILLION ALLSTARS | 「Harmony 4 You」                                                                                 | ゲーム『アイドルマスター ミリオンライブ！ シアターデイズ』関連曲                   |
| 2021年7月28日  | THE IDOLM@STER MILLION THE@TER SEASON Harmony 4 You                                       | プリンセススターズ | 「EVERYDAY STARS!!」                                                                              | ゲーム『アイドルマスター ミリオンライブ！ シアターデイズ』関連曲                   |
| 2021年10月6日  | THE IDOLM@STER STARLIT SEASON 00 GR@TITUDE                                                | Project LUMINOUS | 「GR@TITUDE」                                                                                     | ゲーム『アイドルマスター スターリットシーズン』テーマソング                        |
| 2021年10月6日  | THE IDOLM@STER STARLIT SEASON 00 GR@TITUDE ランティス盤                                   | MILLIONSTARS | 「GR@TITUDE」                                                                                     | ゲーム『アイドルマスター スターリットシーズン』テーマソング                        |
| 2021年10月27日 | THE IDOLM@STER MILLION THE@TER SEASON BRIGHT DIAMOND                                      | 水瀬伊織（釘宮理恵）、宮尾美也（桐谷蝶々）、春日未来（山崎はるか）、桜守歌織（香里有佐）、周防桃子（渡部恵子） | 「シークレットジュエル 〜魅惑の金剛石〜」                                                         | ゲーム『アイドルマスター ミリオンライブ！ シアターデイズ』関連曲                   |
| 2021年10月27日 | THE IDOLM@STER MILLION THE@TER SEASON BRIGHT DIAMOND                                      | BRIGHT DIAMOND | 「ダイヤモンド・クラリティ」 「Harmony 4 You」                                                    | ゲーム『アイドルマスター ミリオンライブ！ シアターデイズ』関連曲                   |
| 2021年12月1日  | THE IDOLM@STER STARLIT SEASON 01                                                          | Project LUMINOUS | 「THE IDOLM@STER」                                                                                | ゲーム『アイドルマスター スターリットシーズン』関連曲                              |
| 2021年12月1日  | THE IDOLM@STER STARLIT SEASON 01                                                          | CINDERELLA GIRLS、MILLIONSTARS | 「お願い！シンデレラ」                                                                            | ゲーム『アイドルマスター スターリットシーズン』関連曲                              |
| 2021年12月1日  | THE IDOLM@STER STARLIT SEASON 01                                                          | 765PRO ALLSTARS、MILLIONSTARS | 「Thank you!」                                                                                    | ゲーム『アイドルマスター スターリットシーズン』関連曲                              |
| 2021年12月1日  | THE IDOLM@STER STARLIT SEASON 01                                                          | 天海春香（中村繪里子）、水瀬伊織（釘宮理恵）、菊地真（平田宏美）、我那覇響（沼倉愛美）、安部菜々（三宅麻理恵）、双葉杏（五十嵐裕美）、春日未来（山崎はるか）、大崎甘奈（黒木ほの香）、大崎甜花（前川涼子）、奥空心白（田中あいみ）                                         | 「SESSION!」                                                                                      | ゲーム『アイドルマスター スターリットシーズン』関連曲                              |
| 2022年1月19日  | THE IDOLM@STER STARLIT SEASON 02                                                          | 765PRO ALLSTARS、CINDERELLA GIRLS、MILLIONSTARS | 「Brand New Theater!」                                                                            | ゲーム『アイドルマスター スターリットシーズン』関連曲                              |
| 2022年2月12日  | THE IDOLM@STER LIVE THE@TER SOLO COLLECTION 09 Princess Stars                             | 春日未来（山崎はるか） | 「ABSOLUTE RUN!!!」                                                                               | ゲーム『アイドルマスター ミリオンライブ！ シアターデイズ』関連曲                   |
| 2022年3月2日   | THE IDOLM@STER STARLIT SEASON 03                                                          | 765PRO ALLSTARS、MILLIONSTARS | 「UNION!!」                                                                                       | ゲーム『アイドルマスター スターリットシーズン』関連曲                              |
| 2022年3月2日   | THE IDOLM@STER STARLIT SEASON 03                                                          | 春日未来（山崎はるか）、最上静香（田所あずさ）、伊吹翼（Machico） | 「READY!!」                                                                                       | ゲーム『アイドルマスター スターリットシーズン』関連曲                              |
| 2022年3月16日  | THE IDOLM@STER MILLION THE@TER VARIETY 01                                                 | 所恵美（藤井ゆきよ）、春日未来（山崎はるか）、高山紗代子（駒形友梨）、望月杏奈（夏川椎菜）、野々原茜（小笠原早紀） | 「ショコラブル＊イブ」                                                                            | ゲーム『アイドルマスター ミリオンライブ！ シアターデイズ』関連曲                   |
| 2022年4月13日  | THE IDOLM@STER STARLIT SEASON 04                                                          | 天海春香（中村繪里子）、水瀬伊織（釘宮理恵）、菊地真（平田宏美）、我那覇響（沼倉愛美）、安部菜々（三宅麻理恵）、双葉杏（五十嵐裕美）、春日未来（山崎はるか）、田中琴葉（種田梨沙）、大崎甘奈（黒木ほの香）、大崎甜花（前川涼子）、奥空心白（田中あいみ）、詩花（高橋李依） | 「KAWAII ウォーズ」                                                                               | ゲーム『アイドルマスター スターリットシーズン』関連曲                              |
| 2022年4月13日  | THE IDOLM@STER STARLIT SEASON 04                                                          | Project LUMINOUS、DIAMANT | 「GR＠TITUDE」                                                                                    | ゲーム『アイドルマスター スターリットシーズン』関連曲                              |
| 2022年5月26日  | THE IDOLM@STER MILLION LIVE! M@STER SPARKLE2 07                                           | 春日未来（山崎はるか） | 「しあわせエンドロール」                                                                          | ゲーム『アイドルマスター ミリオンライブ！ シアターデイズ』関連曲                   |
| 2022年7月27日  | THE IDOLM@STER MILLION THE@TER SEASON 夢にかけるRainbow                                   | 765 MILLION ALLSTARS | 「夢にかけるRainbow」                                                                             | ゲーム『アイドルマスター ミリオンライブ！ シアターデイズ』関連曲                   |
| 2022年7月27日  | THE IDOLM@STER MILLION THE@TER SEASON 夢にかけるRainbow                                   | プリンセススターズ | 「夢にかけるRainbow」                                                                             | ゲーム『アイドルマスター ミリオンライブ！ シアターデイズ』関連曲                   |
| 2022年10月5日  | Extreme Hearts キャラクターソングアルバム「BEST 4 U」                                     | LINK@Doll | 「Dreaming Soda」                                                                                 | テレビアニメ『Extreme Hearts』関連曲                                               |
| 2022年12月14日 | THE IDOLM@STER MILLION THE@TER VARIETY 02                                                 | 765 MILLION ALLSTARS | 「Brand New Theater! 〜Brand New Year Ver.〜」                                                    | ゲーム『アイドルマスター ミリオンライブ！ シアターデイズ』関連曲                   |
| 2023年1月14日  | THE IDOLM@STER LIVE THE@TER SOLO COLLECTION 11 Princess Stars                             | 春日未来（山崎はるか） | 「メメント？モメント♪ルルルルル☆」                                                                | ゲーム『アイドルマスター ミリオンライブ！』関連曲                                  |
| 2023年3月23日  | THE IDOLM@STER 765 MILLION ALLSTARS BEST                                                  | 765 MILLION ALLSTARS | 「Thank You!（765 MILLION ALLSTARS ver.）」 「夢にかけるRainbow（Brand New Ver.）」 「Crossing!」 | ゲーム『アイドルマスター ミリオンライブ！ シアターデイズ』関連曲                   |
| 2023年3月23日  | THE IDOLM@STER LIVE THE@TER BEST                                                          | Starlight Melody | 「Starry Melody（Brand New Ver.）」                                                               | ゲーム『アイドルマスター ミリオンライブ！ シアターデイズ』関連曲                   |
| 2023年3月29日  | SECOND LIVINGROOM                                                                         | 春日未来（山崎はるか）、最上静香（田所あずさ）、箱崎星梨花（麻倉もも） | 「SECOND LIVINGROOM」 「U・N・M・E・I ライブ -MR remix-」                                         | ラジオ『THE IDOLM@STER MillionRADIO』テーマソング                                  |
| 2023年4月22日  | THE IDOLM@STER LIVE THE@TER SOLO COLLECTION 12 Princess Stars                             | 春日未来（山崎はるか） | 「君との明日を願うから」                                                                          | ゲーム『アイドルマスター ミリオンライブ！ シアターデイズ』関連曲                   |
| 2023年7月26日  | THE IDOLM@STER MILLION LIVE! グッドサイン                                                 | 765 MILLION ALLSTARS | 「グッドサイン」                                                                                  | ゲーム『アイドルマスター ミリオンライブ！ シアターデイズ』関連曲                   |
| 2023年7月26日  | THE IDOLM@STER MILLION LIVE! グッドサイン                                                 | プリンセススターズ | 「グッドサイン」                                                                                  | ゲーム『アイドルマスター ミリオンライブ！ シアターデイズ』関連曲                   |
| 2023年8月23日  | THE IDOLM@STER MILLION ANIMATION THE@TER『Rat A Tat!!!』                                  | MILLIONSTARS | 「Rat A Tat!!!」                                                                                  | テレビアニメ『アイドルマスター ミリオンライブ！』オープニングテーマ                |
| 2023年8月23日  | THE IDOLM@STER MILLION ANIMATION THE@TER『Rat A Tat!!!』                                  | MILLIONSTARS | 「セブンカウント」                                                                                | テレビアニメ『アイドルマスター ミリオンライブ！』イメージソング                    |
| 2023年10月25日 | THE IDOLM@STER MILLION ANIMATION THE@TER MILLIONSTARS Team8th『REFRAIN REL@TION』         | MILLIONSTARS Team8th | 「REFRAIN REL@TION」                                                                              | テレビアニメ『アイドルマスター ミリオンライブ！』関連曲                            |
| 2024年1月10日  | アイドルマスター ミリオンライブ！ BD 特装版第1巻 特典CD                                   | 春日未来（山崎はるか）、最上静香（田所あずさ）、伊吹翼（Machico） | 「Rat A Tat!!!」                                                                                  | テレビアニメ『アイドルマスター ミリオンライブ！』挿入歌                            |
| 2024年2月21日  | THE IDOLM@STER MILLION ANIMATION THE@TER START THE DREAM                                  | MILLIONSTARS | 「REFRAIN REL@TION」 「Brand New Theater!」                                                       | テレビアニメ『アイドルマスター ミリオンライブ！』挿入歌                            |
| 2024年2月21日  | THE IDOLM@STER MILLION ANIMATION THE@TER START THE DREAM                                  | 春日未来（山崎はるか）、最上静香（田所あずさ）、伊吹翼（Machico）、徳川まつり（諏訪彩花）、七尾百合子（伊藤美来）、箱崎星梨花（麻倉もも）、望月杏奈（夏川椎菜） | 「We Have A Dream（Anime ver.）」                                                                 | テレビアニメ『アイドルマスター ミリオンライブ！』挿入歌                            |
| 2024年2月21日  | THE IDOLM@STER MILLION ANIMATION THE@TER START THE DREAM                                  | MILLIONSTARS | 「Thank You!（Acoustic ver.）」                                                                   | テレビアニメ『アイドルマスター ミリオンライブ！』挿入歌                            |
| 2024年2月21日  | THE IDOLM@STER MILLION ANIMATION THE@TER START THE DREAM                                  | 765 MILLIONSTARS | 「READY!!（Anime ver.）」                                                                         | テレビアニメ『アイドルマスター ミリオンライブ！』挿入歌                            |
| 2024年2月21日  | THE IDOLM@STER MILLION ANIMATION THE@TER START THE DREAM                                  | MILLIONSTARS Team8th | 「READY!!（M@STER VERSION）」                                                                     | テレビアニメ『アイドルマスター ミリオンライブ！』関連曲                            |
| 2024年2月24日  | THE IDOLM@STER LIVE THE@TER SOLO COLLECTION 「REFRAIN REL@TION」 Princess Stars           | 春日未来（山崎はるか） | 「REFRAIN REL@TION」                                                                              | テレビアニメ『アイドルマスター ミリオンライブ！』関連曲                            |
| 2024年3月27日  | THE IDOLM@STER MILLION C@STING 03 ミステイク・マーダー！                                  | 田中琴葉（種田梨沙）、豊川風花（末柄里恵）、春日未来（山崎はるか）、北沢志保（雨宮天）、七尾百合子（伊藤美来） | 「ミステイク・マーダー！」                                                                        | ゲーム『アイドルマスター ミリオンライブ！ シアターデイズ』関連曲                   |
| 2024年3月29日  | アイドルマスター ミリオンライブ！ BD 特装版第3巻 特典CD                                   | MILLIONSTARS Team8th | 「Rat A Tat!!!」                                                                                  | テレビアニメ『アイドルマスター ミリオンライブ！』関連曲                            |
| 2024年7⽉31⽇  | THE IDOLM@STER MILLION LIVE! 7Days A Week!!                                               | 765 MILLION ALLSTARS | 「7Days A Week!!」 「DIAMOND DAYS」                                                               | ゲーム『アイドルマスター ミリオンライブ！ シアターデイズ』関連曲                   |
| 2024年7⽉31⽇  | THE IDOLM@STER MILLION LIVE! 7Days A Week!!                                               | 田中琴葉（種田梨沙）、豊川風花（末柄里恵）、春日未来（山崎はるか）、北沢志保（雨宮天）、七尾百合子（伊藤美来） | 「DIAMOND DAYS」                                                                                  | ゲーム『アイドルマスター ミリオンライブ！ シアターデイズ』関連曲                   |
| 2024年7⽉31⽇  | THE IDOLM@STER LIVE THE@TER SOLO COLLECTION 「DIAMOND DAYS」 PRINCESS STARS               | 春日未来（山崎はるか） | 「DIAMOND DAYS」                                                                                  | ゲーム『アイドルマスター ミリオンライブ！ シアターデイズ』関連曲                   |
| 2024年12月11日 | アイ NEED YOU（FOR WONDERFUL STORY）【ミリオンライブ！盤】                                | THE IDOLM@STER BRILLIANT STARS | 「アイ NEED YOU（FOR WONDERFUL STORY）」                                                          | 「アイドルマスターシリーズ」20周年記念楽曲                                         |
| 2024年12月11日 | アイ NEED YOU（FOR WONDERFUL STORY）【ミリオンライブ！盤】                                | MILLIONSTARS | 「アイ NEED YOU（FOR WONDERFUL STORY）」                                                          | 「アイドルマスターシリーズ」20周年記念楽曲                                         |
| 2024年12月11日 | アイ NEED YOU（FOR WONDERFUL STORY）【ミリオンライブ！盤】                                | 春日未来（山崎はるか） | 「アイ NEED YOU（FOR WONDERFUL STORY）」                                                          | 「アイドルマスターシリーズ」20周年記念楽曲                                         |
| 2025年         |                                                                                           | |                                                                                                   |                                                                                    |
| 2月26日        | THE IDOLM@STER MILLION MOVEMENT OF STARDOM ROAD 07 All Alone                              | エミリー・スチュアート（郁原ゆう）、北上麗花（平山笑美）、春日未来（山崎はるか）、北沢志保（雨宮天） | 「All Alone」                                                                                     | ゲーム『アイドルマスター ミリオンライブ！ シアターデイズ』関連曲                   |

### その他参加楽曲
| 発売日         | 商品名                                                        | 歌                                                       | 楽曲                      | 備考                                                                          |
| -------------- | ------------------------------------------------------------- | -------------------------------------------------------- | ------------------------- | ----------------------------------------------------------------------------- |
| 2018年11月21日 | THE IDOLM@STER 765 MILLIONSTARS HOTCHPOTCH FESTIV@L!! LIVE CD | 山崎はるか、愛美、大関英里、郁原ゆう、桐谷蝶々、夏川椎菜 | 「ザ・ライブ革命でSHOW!」 | ライブイベント『THE IDOLM@STER 765 MILLIONSTARS HOTCHPOTCH FESTIV@L!!』関連曲 |

## ライブ・イベント

### 合同ライブ
| 出演日         | タイトル                                              | 会場                               | 備考               |
| -------------- | ----------------------------------------------------- | ---------------------------------- | ------------------ |
| 2018年2月3日   | NBCUniversal ANIME×MUSIC FESTIVAL〜25th ANNIVERSARY〜 | さいたまスーパーアリーナ（埼玉県） | シークレットゲスト |
| 2018年6月17日  | リスアニ！Park Vol.02                                 | 新木場STUDIO COAST（東京都）       |                    |
| 2018年6月24日  | NBCUniversal ANIME×MUSIC FESTIVAL〜AFTER PARTY〜      | 市川市文化会館（千葉県）           |                    |
| 2018年8月25日  | Animelo Summer Live 2018 "OK!"                        | さいたまスーパーアリーナ（埼玉県） |                    |
| 2018年11月10日 | 京 Premium Live 2018                                  | ロームシアター京都（京都府）       |                    |
| 2019年1月19日  | ANIMAX MUSIX 2019 OSAKA supported by ひかりTV         | 大阪城ホール（大阪府）             |                    |
| 2019年4月7日   | FANJ Premium Live 2019                                | 京都FANJ（京都府）                 |                    |
| 2019年12月7日  | 京 Premium Live 2019                                  | ロームシアター京都（京都府）       |                    |
| 2020年12月11日 | 京 Premium Live 2021                                  | ロームシアター京都（京都府）       |                    |

### イベント
| 出演日        | タイトル                                                        | 会場                                            | 備考                                              |
| ------------- | --------------------------------------------------------------- | ----------------------------------------------- | ------------------------------------------------- |
| 2016年7月27日 | 青春アクティ部プレゼンツ 「山崎はるか25バースディ記念イベント」 | AKIHABARAゲーマーズ本店イベントホール（東京都） | ラジオ『愛美とはるかの2年A組青春アクティ部!』関連 |

## 出版

### 写真集
- おんとおふ（2020年4月10日、コスミック出版、撮影：鈴木健太）ISBN 978-4774792064